# Trận Tali-Ihantala
Trận Tali-Ihantala (25 tháng 6 - 9 tháng 7 năm 1944) là một phần của cuộc Mặt trận Phần Lan (Chiến tranh Xô-Đức) (1941–1944), xảy ra trong Chiến tranh thế giới thứ hai. Đây là trận đánh giữa Quân đội Phần Lan - dùng khí tài do Đức Quốc xã chi viện - và Hồng quân Liên Xô. Cho đến ngày nay, trận Tali-Ihantala là trận chiến lớn nhất trong lịch sử vùng Bắc Âu. Về kích cỡ, trận này còn lớn hơn cả trận El Alamein lần thứ hai.
Đây là một trận đánh tiêu hao – với tỉ lệ tổn thất của Phần Lan cao hơn Liên Xô. Trận Tali-Ihantala đánh dấu một điểm nhấn trong Chiến dịch tấn công của Liên Xô khi quân Phần Lan ban đầu đã khiến cho Liên Xô không thể thu được một thắng lợi đáng kể nào mặc dù trước đó tại Siiranmäki và Perkjärvi quân Phần Lan đã cản được bước tiến của Hồng quân. Quân Phần Lan đã giành được một chiến thắng phòng thủ, mặc dù nhà sử học Nga N. Baryshnikov phê phán đây là một phóng đại. Cuốn Swedish Volunteers in the Russo-Finnish Winter War, 1939-1940 của tác giả Martina Sprague thì xem trận Tali-Ihantala là một thắng lợi quyết định của Phần Lan.
Sau khi Liên Xô không thể làm nên một cuộc đột phá nào ở Tali-Ihantala, Vịnh Viipuri, hay Vuosalmi, Phương diện quân Leningrad của Liên Xô bắt đầu thực hiện kế hoạch chuyển quân (mà họ đã vạch ra trước đó) từ eo Karelia tới hỗ trợ cho Chiến dịch Bagration, nơi họ vấp phải sự kháng cự đặc biệt ác liệt. Dẫu cho Phương diện quân Leningrad không thể tiến vào Phần Lan theo lệnh của Đại bản doanh (Stavka) một số sử gia cho rằng chiến dịch tấn công của Liên Xô cuối cùng đã loại được Phần Lan ra khỏi vòng chiến. Song, trận Tali-Ihantala được xem là trận đánh quyết định nhất của Mặt trận Phần Lan vì là một chiến thắng cứu vãn nền độc lập của Phần Lan - điều ấy đến nay người Phần Lan vẫn không quên.

## Bối cảnh lịch sử

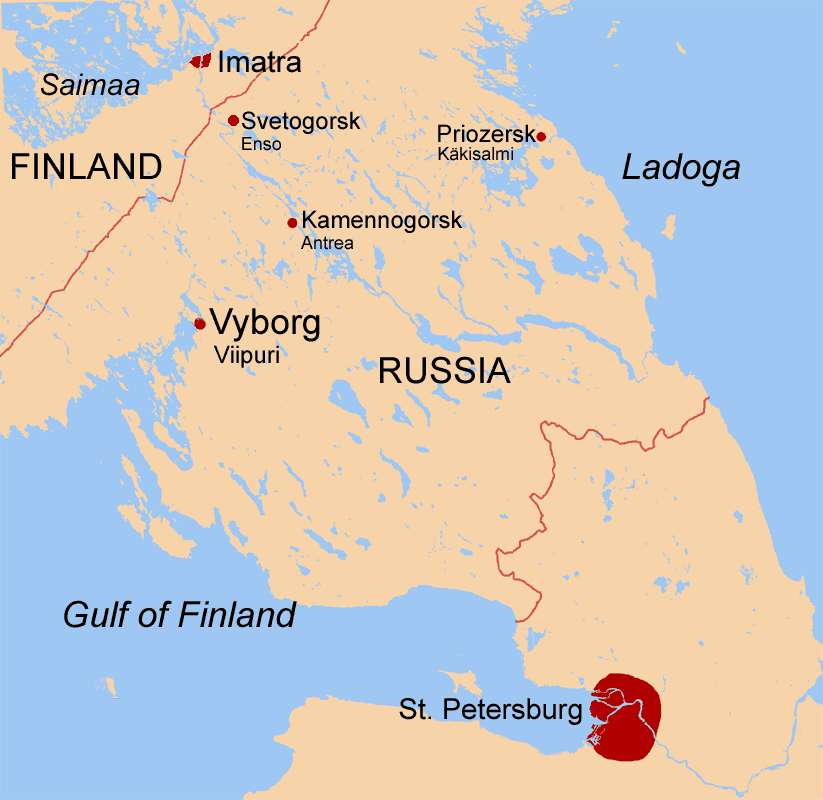
Bản đồ eo Karelia. Có thể thấy sông Vuoksi khởi nguồn gần thành phố Imatra.

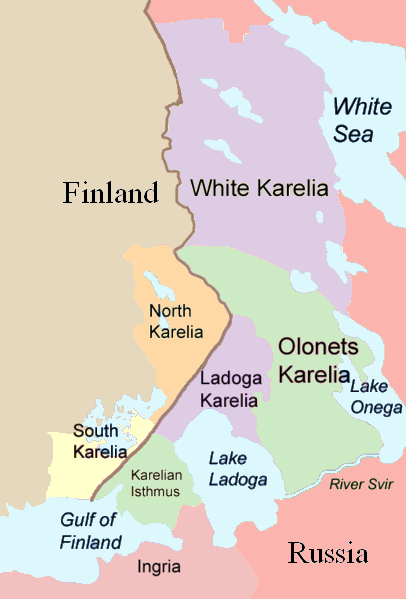
Các phần đất Karelia, vốn đã chia rẽ.

Sau cuộc tiến công ban đầu của Phần Lan năm 1941, Mặt trận Phần Lan đã rơi vào tình trạng chiến tranh hầm hào với rất ít hoạt động của hai phía. Khi cuộc vây hãm Leningrad chấm dứt vào tháng 1 năm 1944, Tổng hành dinh Stavka nhận lệnh lập kế hoạch chiến dịch tấn công Phần Lan để đẩy Phần Lan ra khỏi vòng chiến.
Cuộc tấn công của Liên Xô trên Mặt trận Phần Lan nhằm thẳng vào eo Karelia ngày 9 tháng 6 năm 1944, (cùng lúc với cuộc đổ bộ Normandie của quân Đồng Minh). Cuộc tấn công Phần Lan có sự tham gia của 3 Tập đoàn quân Liên Xô, trong đó có vài đơn vị Cận vệ giàu kinh nghiệm.
Cuộc tấn công sớm chọc thủng tiền tuyến phòng thủ của Quân đội Phần Lan ở Valkeasaari vào ngày 10 tháng 6 và quân Phần Lan triệt thoái về tuyến phòng thủ thứ hai, tuyến VT (kéo dài từ Vammelsuu đến Taipale). Cuộc tiến công của Quân đội Liên Xô được hàng rào pháo di động dày đặc, những đợt không kích và các lực lượng thiết giáp yểm hộ.
Tuyến VT bị chọc thủng ở Sahakylä và Kuuterselkä vào ngày 14 tháng 6 và sau một đợt phản công thất bại của Sư đoàn Thiết giáp Phần Lan ở Kuuterselkä hàng phòng vệ Phần Lan bị đẩy lùi về tuyến VKT (Viipuri (tiếng Thụy Điển: Viborg, tiếng Nga: Vyborg) – Kuparsaari – Taipale).
Theo sau sự từ bỏ tuyến VT là một tuần lễ của triệt binh và những trận đánh trì hoãn. Chiến dịch tấn công của Liên Xô lên tới đỉnh cao khi Quân đội Liên Xô chiếm được thành phố Viipuri vào ngày 20 tháng 6 chỉ sau một trận đánh ngắn. Bất chấp thắng lợi lớn của Hồng quân quét tan hai tuyến phòng thủ của Phần Lan và chiếm đóng một phần lãnh thổ quan trọng chỉ trong 10 ngày, họ đã không thể tiêu diệt quân Phần Lan, trong khi Phần Lan đã tập kết được tàn quân trên tuyến VKT đồng thời có thời gian để tăng viện từ mặt trận lớn khác về phía Bắc Hồ Ladoga.
Tổng tư lệnh Quân đội Phần Lan Mannerheim cầu viện Đức vào ngày 12 tháng 6.
Ngày 21 tháng 6, Đại bản doanh Stava ra lệnh cho Phương diện quân Leningrad phá vỡ tuyến phòng thủ và tiến tới Hồ Saimaa.

## Các chiến dịch liên quan
Ngày 22 tháng 6, Quân đội Liên Xô phát động một chiến dịch tấn công quy mô lớn vào Đông Ba Lan và Byelorussia.
Cùng lúc đó, Tập đoàn quân số 50 của Liên Xô tấn công các hòn đảo ở vịnh Viipuri kể từ ngày 4 tháng 6, và sau vài ngày chiến đấu họ đã đuổi được quân Phần Lan (với quân số ít hơn rất nhiều) khỏi phần lớn các đảo trong khi chịu thiệt hại nặng nề. Tuy nhiên, cuộc tấn công của Liên Xô nhằm mục đích vượt vịnh Viipuri đã thất bại do quân đội họ bị Sư đoàn số 22 của Đức thuộc Quân đoàn số 5 của Phần Lan.
Tập đoàn quân số 23 của Liên Xô dự tính bắt đầu vượt sông Vuoksi vào ngày 4 tháng 7 tại Vuosalmi, nhưng do sự kháng cự của quân Phần Lan ở đỉnh Äyräpää nên họ đã không thể bắt đầu vượt sông trước ngày 9 tháng 7. Thậm chí là sau khi đã băng qua sông, Quân đội Liên Xô bao gồm cách thần phần của ba Sư đoàn Liên Xô không thể mở rộng vị trí đầu cầu của mình trước sự chống trả của Sư đoàn số 2 của Phần Lan - sau Sư đoàn này được tăng viện. Các cố gắng đột phá bất thành khác của Liên Xô vẫn tiếp tục ở đây cho đến ngày 22 tháng 7.
Cùng với Tali-Ihantala, tiền tuyến Phần Lan đứng vững tại Kivisilta và Tienhaara về phía Bắc vịnh Viipuri. Hai bên còn giao tranh ác liệt về hướng Đông Bắc hồ Ladoga, và ở trận Ilomantsi quân Phần Lan đã hợp vây được hai Sư đoàn Liên Xô, dù phần lớn lính Liên Xô đã thoát khỏi vòng vây.
Vào ngày 12 tháng 7, Quân đội Liên Xô nhận lệnh chấm dứt các cố gắng tấn công và tổ chức phòng ngự.
Ngày nay, người Phần Lan vẫn xem các trận Tali-Ihantala và Tienhaara là tương đương với trận Thermopylae thời Hy Lạp cổ đại, chỉ có một điểm khác biệt duy nhất là kẻ thù của hai trận đánh này đã thất bại.